# Démographie de la Tchéquie
Au 1er janvier 2017, la Tchéquie comptait 10 578 820 habitants.
La population totale du territoire qui est aujourd'hui la République tchèque a peu varié du début du vingtième siècle (9,3 millions) à 1939 (11,2 millions). Après la perte d'environ trois millions d'habitants pendant et juste après la Seconde Guerre mondiale (8,8 millions en 1947), la croissance démographique a repris, mais de plus en plus faible puis quasi nulle. Avec la fin du régime communiste, la population  baissait légèrement de 10,36 millions en 1990 à 10,19 millions en 2003, avant de reprendre modérément.
Depuis l'expulsion des Allemands des Sudètes en 1945 et la partition, en 1993 de la République fédérale tchécoslovaque en deux pays indépendants, la population de la Tchéquie est dans sa grande majorité (94 %) ethniquement ou linguistiquement tchèque.
Le pays, avec près de 70 % de la population ne se déclarant d'aucune religion, est l'un des plus athées d'Europe. Le phénomène est ancien, lié au rejet de l'Église catholique perçue comme la religion d'État de l'Empire austro-hongrois. La population juive, autrefois importante, a été exterminée ou assimilée.

## Évolution de la population

### De 1960 à 2015
| Année | Population (au 1er janvier) | Naissances | Taux de natalité (‰) | Taux de fécondité (enfants par femme) | Décès   | Taux de mortalité (‰) | Taux de variation naturelle (‰) | Solde migratoire | Croissance démographique (‰) |
| ----- | --------------------------- | ---------- | -------------------- | ------------------------------------- | ------- | --------------------- | ------------------------------- | ---------------- | ---------------------------- |
| 1960  | 9 637 840                   | 128 879    | 13,4                 |                                       | 93 863  | 9,8                   | 3,6                             | −106 684         | - 7,5                        |
| 1965  | 9 756 429                   | 147 438    | 15,1                 |                                       | 105 108 | 10,7                  | 4,3                             | 3 528            | 4,7                          |
| 1970  | 9 906 474                   | 147 865    | 15,0                 |                                       | 123 327 | 12,5                  | 2,5                             | −121 345         | - 9,8                        |
| 1975  | 10 023 688                  | 191 776    | 19,1                 |                                       | 124 314 | 12,4                  | 6,7                             | 2 401            | 6,9                          |
| 1980  | 10 315 669                  | 153 801    | 14,9                 |                                       | 135 537 | 13,2                  | 1,8                             | −41 216          | - 2,2                        |
| 1985  | 10 333 900                  | 135 881    | 13,1                 |                                       | 131 641 | 12,7                  | 0,4                             | 2 195            | 0,6                          |
| 1990  | 10 362 102                  | 130 564    | 12,6                 | 1,90                                  | 129 166 | 12,5                  | 0,1                             | −58 893          | - 5,6                        |
| 1995  | 10 333 161                  | 96 097     | 9,3                  | 1,28                                  | 117 913 | 11,4                  | - 2,1                           | 9 999            | - 1,1                        |
| 2000  | 10 278 098                  | 90 910     | 8,9                  | 1,15                                  | 109 001 | 10,6                  | - 1,8                           | −27 980          | - 4,5                        |
| 2005  | 10 198 855                  | 102 211    | 10,0                 | 1,29                                  | 107 938 | 10,6                  | - 0,6                           | 30 449           | 2,4                          |
| 2010  | 10 462 088                  | 117 153    | 11,2                 | 1,51                                  | 106 844 | 10,2                  | 1,0                             | 14 334           | 2,4                          |
| 2015  | 10 538 275                  | 110 764    | 10,5                 | 1,57                                  | 111 173 | 10,5                  | 0,0                             | 15 977           | 1,5                          |

Au début de la 2e guerre mondiale, la population résidant dans ce qui est aujourd'hui la Tchéquie atteint son plus haut niveau (11,2 millions). En raison des persécutions des slaves et des juifs et l'expulsion des résidents allemands après la guerre, la population diminua d'environ trois millions, s'était réduite à 8,8 millions en 1947. La croissance de la population reprit de plus en plus lentement (0,7 % par an de 1947 à 1960, 0,3 % par an de 1960 à 1980) pour rester pratiquement stationnaire de 1980 à 1994 (0,01 % par an), avec un maximum à 10,36 millions en 1990.
Comme la plupart des pays de l'ex-bloc communiste, la population a d'abord connu un déclin depuis 1990, du fait d'une baisse de la natalité due, entre autres, à la suppression des politiques natalistes généreuses d'une part et aux incertitudes liées à la transition économique d'une économie étatisée à une économie capitaliste d'autre part. Ce déclin est resté très faible, avec une baisse de 170 000 résidents en treize ans, jusqu'en 2003 (10,19 millions). La croissance démographique a ensuite repris.

### Projection démographique
| Année | Population (au 1er janvier) - Projection de référence |
| ----- | ----------------------------------------------------- |
| 2020  | 10 652 407                                            |
| 2030  | 10 691 890                                            |
| 2040  | 10 552 301                                            |
| 2050  | 10 478 190                                            |
| 2060  | 10 307 640                                            |
| 2070  | 9 983 111                                             |
| 2080  | 9 777 734                                             |

## Migration et composition culturelle
Les chiffres suivants sont à prendre avec précaution. La loi reconnait la citoyenneté (par définition tchèque) et la nationalité : tchèque (mais pas morave qui sont considérés comme tchèques par le législateur en particulier et les ethno-linguistes en général), slovaque, polonaise, hongroise, allemande, rom, etc.
Si l'indication de la nationalité est obligatoire sur la plupart des papiers d'identité, les chiffres ci-dessous sont issus du recensement de 2001 au cours duquel les habitants pouvaient librement se déclarer membre de telle ou telle nationalité.
En termes d'évolution (entre le recensement de 1991, non indiqué ici, et celui de 2001), on notera les faits suivants:
- 1991 est marqué par un bouillonnement identitaire voire une crispation identitaire (qui mènera entre autres à la scission de la Tchéquie et de la Slovaquie), avec le recul, ceci se calme ;
- Le pourcentage de ceux qui se déclarent Moraves passe de 13,2 à 3,7 % ; il en va de même pour ceux qui se réclament de la minorité silésienne qui perd les trois-quarts de ses effectifs entre les deux recensements ;
- Le pourcentage de ceux qui se déclarent Slovaques passe lui aussi de 3,1 à 1,9 %, non qu'un vaste mouvement de retour vers la Slovaquie ait eu lieu après la scission mais les Slovaques résidant en Tchéquie ont tendance à se considérer Tchèques, après un certain temps ;
- la minorité vietnamienne, issue de l'immigration pour des raisons éducatives, de travail ou humanitaire entre « pays-frères » sous le communisme, s'émancipe et se revendique, passant de rien (alors qu'ils étaient déjà là en 1991) à 0,2 % (ou 17 400 membres) en 2001.

### Immigration
| Nationalité        | 2013    | 2014    | 2015    | 2016    | 2017    | 2018    | 2019    | 2020    | 2021    | 2022      | 2023      |
| ------------------ | ------- | ------- | ------- | ------- | ------- | ------- | ------- | ------- | ------- | --------- | --------- |
| Total étrangers    | 441 536 | 451 923 | 464 670 | 493 441 | 524 142 | 564 345 | 593 366 | 632 570 | 658 564 | 1 113 698 | 1 065 740 |
| Ukraine            | 105 239 | 104 388 | 105 614 | 109 850 | 117 061 | 131 302 | 145 153 | 165 356 | 196 637 | 635 857   | 574 447   |
| Slovaquie          | 90 948  | 96 222  | 101 589 | 107 251 | 111 804 | 116 817 | 121 278 | 124 544 | 114 630 | 117 265   | 119 182   |
| Viêt Nam           | 57 406  | 56 665  | 56 900  | 58 025  | 59 761  | 61 097  | 61 910  | 62 842  | 64 808  | 66 297    | 67 783    |
| Russie             | 33 415  | 34 684  | 34 710  | 35 759  | 36 642  | 38 033  | 38 010  | 41 692  | 45 154  | 43 298    | 40 990    |
| Roumanie           | 6 777   | 7 741   | 9 116   | 10 826  | 12 562  | 14 684  | 16 824  | 18 396  | 18 806  | 19 724    | 20 469    |
| Bulgarie           | 9 132   | 10 058  | 10 984  | 12 250  | 13 795  | 15 593  | 17 183  | 17 917  | 17 295  | 17 673    | 17 907    |
| Pologne            | 19 542  | 19 626  | 19 840  | 20 305  | 20 669  | 21 279  | 21 767  | 20 733  | 17 936  | 17 884    | 17 837    |
| Allemagne          | 18 507  | 19 687  | 20 464  | 21 216  | 21 261  | 21 267  | 21 478  | 20 861  | 14 792  | 14 032    | 12 719    |
| Mongolie           | 5 289   | 5 464   | 5 986   | 6 799   | 7 895   | 9 075   | 9 844   | 10 135  | 11 006  | 11 959    | 12 664    |
| Hongrie            | 1 519   | 2 300   | 3 135   | 4 102   | 5 370   | 6 645   | 7 675   | 8 938   | 9 740   | 10 517    | 11 117    |
| États-Unis         | 7 134   | 6 476   | 6 478   | 8 763   | 9 556   | 9 510   | 7 245   | 7 546   | 8 700   | 9 745     | 10 132    |
| Kazakhstan         | 5 007   | 5 181   | 5 141   | 5 456   | 5 678   | 6 034   | 5 940   | 6 884   | 7 963   | 9 145     | 9 798     |
| Inde               | 1 471   | 1 658   | 1 982   | 2 839   | 3 639   | 4 459   | 4 923   | 5 810   | 6 948   | 8 465     | 9 553     |
| Chine              | 5 508   | 5 587   | 5 721   | 6 126   | 6 871   | 7 485   | 7 673   | 7 940   | 7 825   | 7 916     | 8 813     |
| Royaume-Uni        | 5 376   | 5 647   | 5 966   | 6 288   | 6 698   | 7 093   | 8 332   | 9 084   | 7 875   | 7 928     | 7 905     |
| Biélorussie        | 4 642   | 4 743   | 4 491   | 4 733   | 5 218   | 6 161   | 6 920   | 6 971   | 8 004   | 7 863     | 7 726     |
| Moldavie           | 5 684   | 5 267   | 5 032   | 5 237   | 5 436   | 5 811   | 5 880   | 6 117   | 6 709   | 7 151     | 7 662     |
| Philippines        | 415     | 505     | 580     | 790     | 1 059   | 1 512   | 2 250   | 2 631   | 3 230   | 4 864     | 7 026     |
| Italie             | 3 503   | 3 810   | 4 161   | 4 550   | 4 908   | 5 268   | 5 682   | 6 151   | 5 850   | 5 994     | 6 125     |
| Serbie             | 2 570   | 2 631   | 2 698   | 2 885   | 3 178   | 4 380   | 5 593   | 5 846   | 6 064   | 6 075     | 5 993     |
| Turquie            | 1 678   | 1 623   | 1 664   | 2 163   | 2 699   | 3 105   | 2 893   | 3 466   | 4 095   | 4 921     | 5 340     |
| France             | 3 025   | 3 244   | 3 483   | 3 728   | 3 973   | 4 164   | 4 409   | 4 773   | 4 128   | 4 122     | 4 120     |
| Ouzbékistan        | 1 640   | 1 670   | 1 628   | 1 886   | 2 182   | 2 204   | 2 249   | 2 335   | 3 544   | 3 141     | 3 448     |
| Croatie            | 2 490   | 2 613   | 2 619   | 2 710   | 2 841   | 2 940   | 3 041   | 3 163   | 3 194   | 3 272     | 3 252     |
| Corée du Sud       | 1 520   | 1 517   | 1 692   | 2 017   | 2 401   | 2 673   | 2 475   | 2 502   | 2 499   | 2 813     | 2 915     |
| Macédoine du Nord  | 1 804   | 1 838   | 1 878   | 2 011   | 2 073   | 2 296   | 2 342   | 2 377   | 2 540   | 2 724     | 2 816     |
| Arménie            | 1 926   | 1 769   | 1 672   | 1 726   | 1 761   | 1 879   | 1 924   | 1 932   | 1 990   | 2 172     | 2 438     |
| Bosnie-Herzégovine | 2 109   | 1 910   | 1 976   | 2 022   | 2 243   | 2 375   | 2 283   | 2 253   | 2 312   | 2 397     | 2 378     |
| Pays-Bas           | 2 872   | 2 946   | 3 010   | 3 108   | 3 185   | 3 254   | 3 325   | 3 213   | 2 400   | 2 398     | 2 340     |
| Autriche           | 3 400   | 3 447   | 3 464   | 3 560   | 3 607   | 3 644   | 3 672   | 3 535   | 2 554   | 2 378     | 2 248     |
| Espagne            | 982     | 1 114   | 1 215   | 1 351   | 1 507   | 1 670   | 1 804   | 2 098   | 2 006   | 2 084     | 2 135     |
| Azerbaïdjan        | 815     | 831     | 840     | 947     | 1 043   | 1 266   | 1 373   | 1 512   | 1 647   | 1 863     | 2 112     |
| Japon              | 1 557   | 1 488   | 1 483   | 1 595   | 1 748   | 1 852   | 1 784   | 1 952   | 2 042   | 2 036     | 2 069     |
| Grèce              | 1 091   | 1 154   | 1 228   | 1 350   | 1 503   | 1 665   | 1 782   | 1 911   | 1 897   | 1 910     | 1 961     |
| Géorgie            | 752     | 771     | 746     | 821     | 862     | 1 139   | 1 661   | 1 702   | 1 473   | 1 765     | 1 840     |
| Égypte             | 662     | 729     | 773     | 893     | 1 059   | 1 147   | 1 141   | 1 269   | 1 463   | 1 646     | 1 757     |
| Thaïlande          | 790     | 856     | 905     | 1 059   | 1 168   | 1 309   | 1 318   | 1 407   | 1 452   | 1 583     | 1 689     |
| Syrie              |         |         |         |         | 854     | 906     | 907     | 994     | 1 114   | 1 225     | 1 638     |
| Kosovo             | 1 065   | 1 098   | 1 092   | 1 155   | 1 214   | 1 283   | 1 334   | 1 372   | 1 436   | 1 522     | 1 619     |
| Israël             | 833     | 867     | 907     | 1 079   | 1 154   | 1 162   | 1 169   | 1 264   | 1 392   | 1 482     | 1 567     |
| Kirghizistan       | 591     | 586     | 562     | 618     | 757     | 1 004   | 1 174   | 1 240   | 1 249   | 1 402     | 1 531     |
| Tunisie            | 726     | 774     | 800     | 916     | 1 018   | 1 087   | 1 088   | 1 196   | 1 328   | 1 406     | 1 475     |
| Iran               |         |         |         |         | 546     | 747     | 747     | 910     | 1 123   | 1 270     | 1 438     |
| Bangladesh         |         |         |         |         |         |         |         | 747     | 816     | 1 178     | 1 422     |
| Brésil             | 384     | 389     | 434     | 601     | 816     | 994     | 984     | 1 103   | 1 242   | 1 327     | 1 389     |
| Népal              | 164     | 188     | 246     | 398     | 753     | 1 265   | 1 159   | 1 063   | 1 102   | 1 272     | 1 389     |
| Mexique            |         |         |         |         | 723     | 824     | 772     | 971     | 1 154   | 1 274     | 1 377     |
| Canada             | 972     | 914     | 914     | 1 046   | 1 128   | 1 109   | 997     | 1 099   | 1 209   | 1 273     | 1 325     |
| Nigeria            |         |         |         |         |         |         |         | 807     | 976     | 1 139     | 1 308     |
| Suède              | 728     | 772     | 826     | 890     | 968     | 1 033   | 1 114   | 1 174   | 1 057   | 1 064     | 1 124     |
| Pakistan           |         |         |         |         |         |         |         |         | 852     | 990       | 1 116     |
| Portugal           |         |         |         |         |         |         |         |         | 903     | 957       | 1 006     |

| Principaux Pays d'origine | 2014   | 2015  | 2016  | 2017  | 2018  | 2019  | 2020  | 2021  |
| ------------------------- | ------ | ----- | ----- | ----- | ----- | ----- | ----- | ----- |
| Ukraine                   | 2 075  | 1 044 | 1 429 | 1 891 | 1 319 | 1 002 | 940   | 1 484 |
| Russie                    | 463    | 305   | 563   | 752   | 633   | 574   | 516   | 921   |
| Slovaquie                 | 574    | 150   | 372   | 630   | 501   | 421   | 365   | 587   |
| Viêt Nam                  |        |       |       | 223   | 231   | 129   | 89    | 174   |
| Biélorussie               | 137    | 94    | 135   | 215   | 139   | 107   | 115   | 139   |
| Total naturalisés         | 10 016 | 4 925 | 5 536 | 6 440 | 5 260 | 4 456 | 4 214 | 6 205 |

## Sources
1. ↑  Indicateurs du World-Factbook publié par la CIA.
2. ↑  Le taux de variation de la population 2018 correspond à la somme du solde naturel 2018 et du solde migratoire 2018 divisée par la population au 1er janvier 2018.
3. ↑  Indicateurs du World-Factbook publié par la CIA.
4. ↑  L'indicateur conjoncturel de fécondité (ICF) pour 2018 est la somme des taux de fécondité par âge observés en 2018. Cet indicateur peut être interprété comme le nombre moyen d'enfants qu'aurait une génération fictive de femmes qui connaîtrait, tout au long de leur vie féconde, les taux de fécondité par âge observés en 2018. Il est exprimé en nombre d’enfants par femme. C’est un indicateur synthétique des taux de fécondité par âge de 2018.
5. ↑  Indicateurs du World-Factbook publié par la CIA.
6. ↑   Le taux de natalité 2018 est le rapport du nombre de naissances vivantes en 2018 à la population totale moyenne de 2018.
7. ↑  Indicateurs du World-Factbook publié par la CIA.
8. ↑   Le taux de mortalité 2018 est le rapport du nombre de décès, au cours de 2018, à la population moyenne de 2018.
9. ↑  Indicateurs du World-Factbook publié par la CIA.
10. ↑  Le taux de mortalité infantile est le rapport entre le nombre d'enfants décédés à moins d'un an et l'ensemble des enfants nés vivants.
11. ↑  L'espérance de vie à la naissance en 2018 est égale à la durée de vie moyenne d'une génération fictive qui connaîtrait tout au long de son existence les conditions de mortalité par âge de 2018. C'est un indicateur synthétique des taux de mortalité par âge de 2018.
12. ↑  L'âge médian est l'âge qui divise la population en deux groupes numériquement égaux, la moitié est plus jeune et l'autre moitié est plus âgée.
13. 1 2  « Évolution de la population - Bilan démographique et taux bruts au niveau national », sur appsso.eurostat.ec.europa.eu (consulté le 1er décembre 2017).
14. ↑  « Indicateur conjoncturel de fécondité »(Archive.org • Wikiwix • Archive.is • Google • Que faire ?), sur ec.europa.eu (consulté le 1er décembre 2017).
15. ↑  « Population Projections Data »(Archive.org • Wikiwix • Archive.is • Google • Que faire ?), sur ec.europa.eu (consulté le 1er décembre 2017).
16. ↑  « Population au 1er Janvier par âge, sexe et type de projection », sur appsso.eurostat.ec.europa.eu (consulté le 1er décembre 2017).
17. ↑  (en) « Data on number of foreigners », sur Data on number of foreigners (consulté le 13 novembre 2023).
18. ↑  (en-GB) « Foreigners: Number of foreigners », sur Foreigners: Number of foreigners (consulté le 2 juin 2019)
19. ↑  (en) « Foreigners : Acquisition of Czech citizenship », sur Foreigners: Acquisition of Czech… (consulté le 13 novembre 2023).